# Чепура
Чепура, або біла чапля (Egretta) — рід птахів родини чаплевих.

## Опис

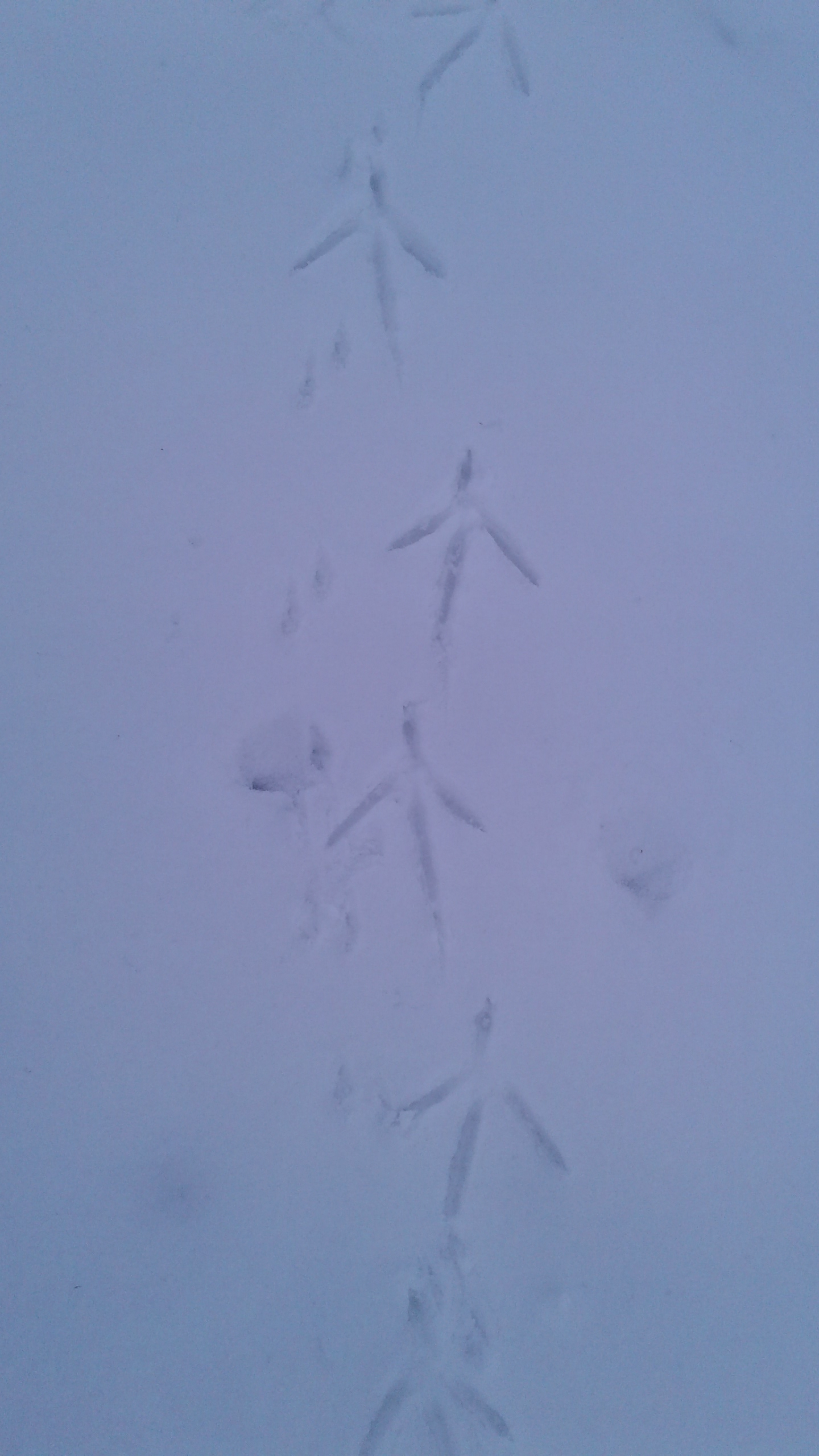
Сліди чепури (плавні Південного Бугу, Миколаївщина), I та III пальці, утворюють пряму лінію

Білі чаплі, як і усі чаплеві, мають вертикальну поставу тулуба, довгу шию та довгі ноги. Довжина крила у цього виду чапель коливається від 25 до 45 см. Білий колір присутній в усіх видів білих чапель — від сніжно-білого всього пір'я до морфи (або білими є молоді чаплі). Залежно від класифікації велику та середню чаплі деякі дослідники відносять до роду Egretta, а більшість — до роду Ardea. У шлюбний період у них з'являється чубчик. На нижній частині шиї білі чаплі мають подовжене пір'я. На плечах два пучки довгих пір'їв, які заходять за вершину хвоста. Вони звуться егретки. Від цього білі чаплі й отримали свою латинську назву. Слід, завдовжки 18 сантиметрів.

## Розповсюдження
Білі чаплі мешкають на всіх континентах, окрім Антарктиди. Переважно у тропічному та субтропічному кліматі. У Північній Америці — тільки у південній частині, у Південній Америці до Парагваю, в Африці — на південь від Сахари та на острові Мадагаскар.
У Європі від Угорщини через північну частину Балканського півострова, Малу Азію до Далекого Сходу.
Види, які зустрічаються в Україні, є перелітними.
Раніше білі чаплі були досить поширені, проте полювання на них особливо за егретками, завдало значної шкоди популяціям цих птахів. Тільки 1898 року у Венесуелі було вбито 1538000 білих чапель.
З 20-х років XX ст. білі чаплі були взяті під охорону.

## Спосіб життя
Білі чаплі — це перелітні птахи. Вони моногамні. Полюбляють бідні лісами місцевості з водоймищами, де є багато очерету. Тут вони ховаються у його заростях. Також будують гніздо у важкодоступному місці. Вони відкладають від 3 до 5 яєць, висиджують 25—26 днів.
Живляться білі чаплі здебільшого рибою, водяними комахами та їх личинками, кониками, сараною, дрібними ссавцями.

## Види
Виділяють 13 видів чепур за версією IOC World Bird List (версія 8.2):
- Чепура строката (Egretta picata)
- Чепура чорна (Egretta ardesiaca)

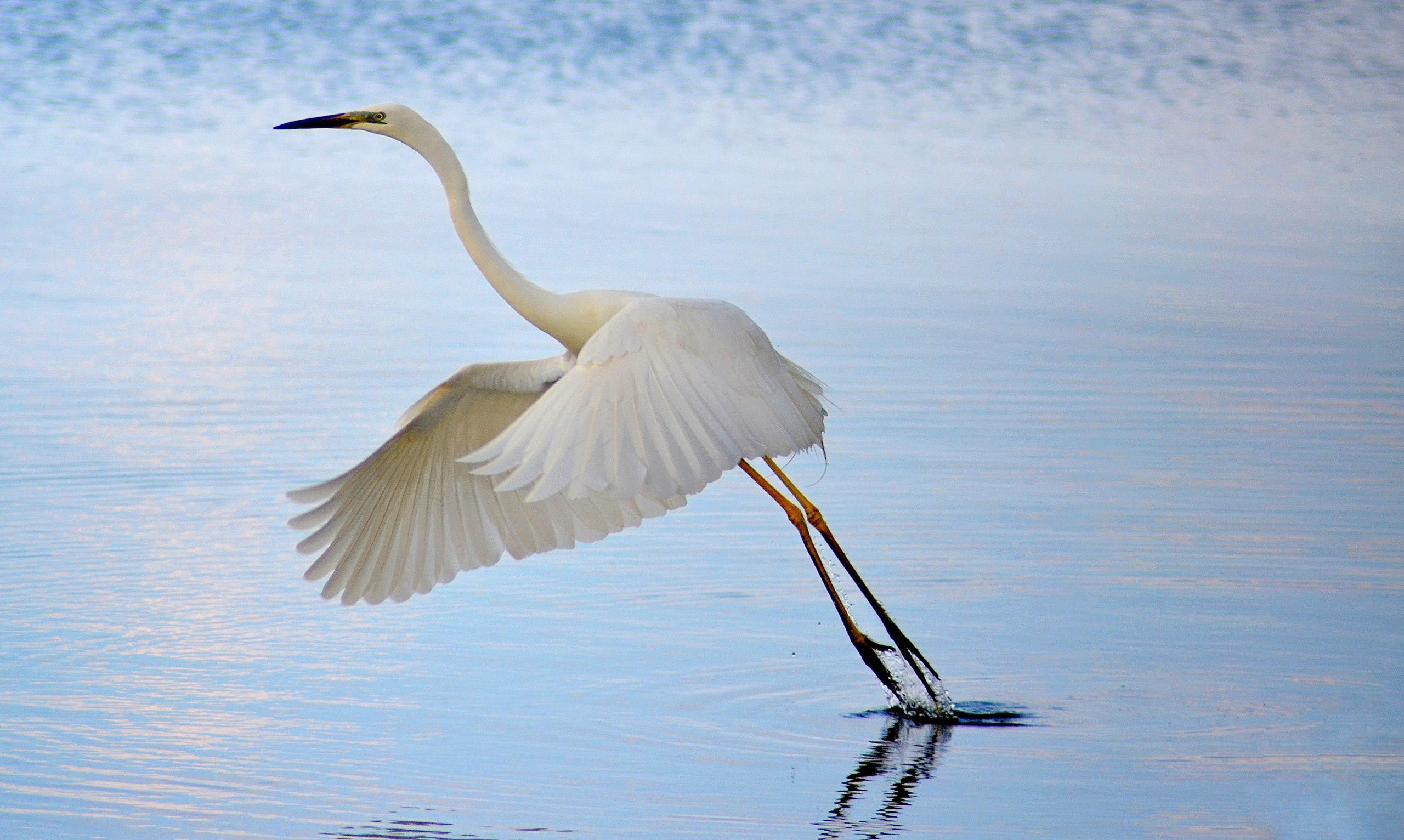
Чепура велика у Дунайському біосферному заповіднику

- Чепура блакитна (Egretta caerulea)
- Чапля двоморфна (Egretta dimorpha)
- Чепура жовтодзьоба (Egretta eulophotes)
- Чепура велика (Egretta garzetta)
- Чапля рифова (Egretta gularis)
- Чепура австралійська (Egretta novaehollandiae)
- Чепура тихоокеанська (Egretta sacra)
- Чепура трибарвна (Egretta tricolor)
- Чепура американська (Egretta thula)
- Чепура рудошия (Egretta rufescens)
- Чепура ботсванійська (Egretta vinaceigula)